# Pfarrkirche Möchling

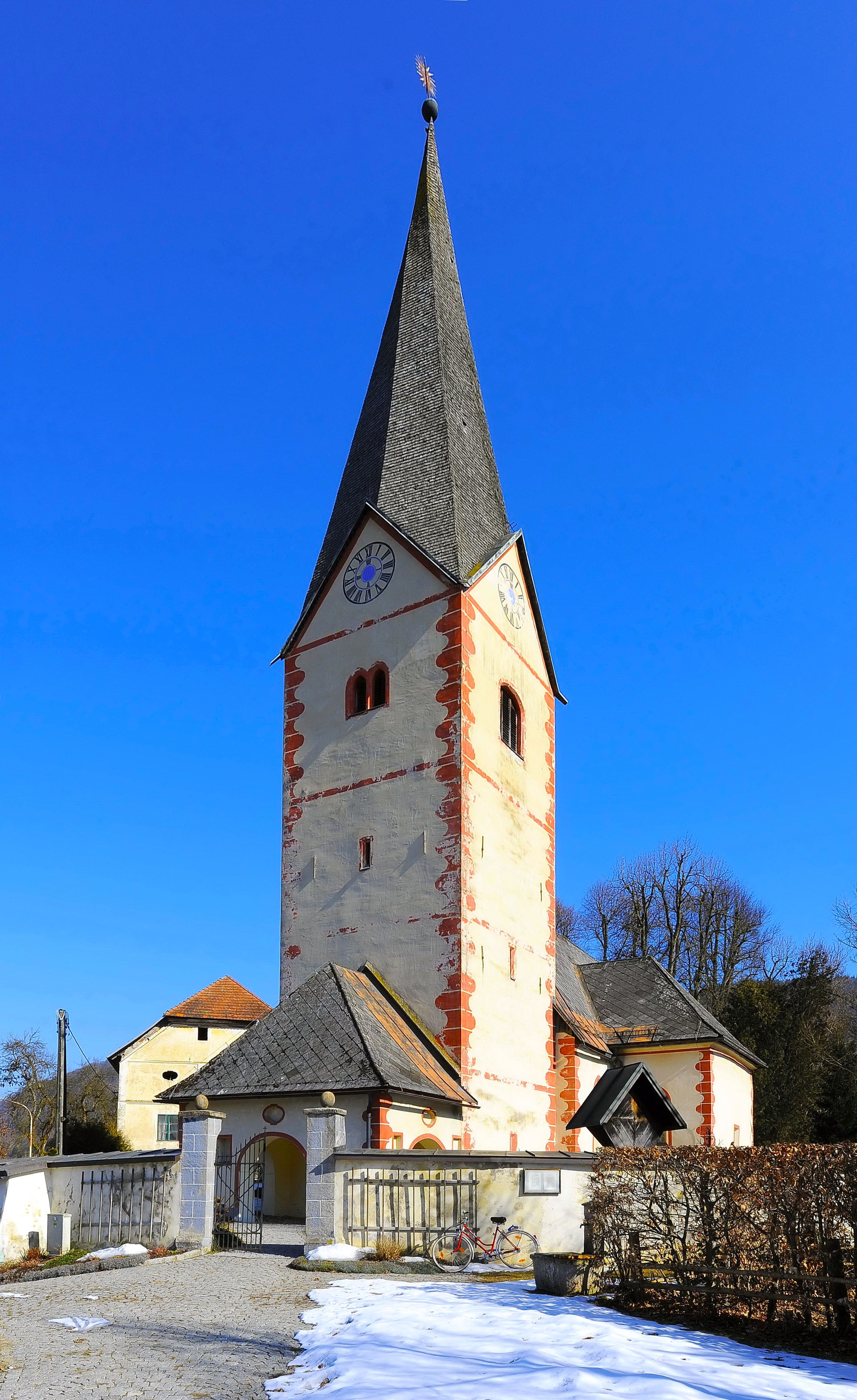

Die römisch-katholische Pfarrkirche Möchling in der Gemeinde Gallizien ist dem heiligen Paulus geweiht. 1123 schenkte der Spanheimer Herzog Heinrich IV. dem Stift St. Paul im Lavanttal das Gut Möchling samt der Kirche. 1206 wurde Möchling/Mohliče als Pfarre anerkannt. Das Kirchengebäude und der umgebende Friedhof stehen unter Denkmalschutz (Listeneintrag).

## Bauwerk
Das Gotteshaus ist ein mittelgroßer, spätgotischer Bau mit dreijochigem Langhaus und einem zweijochigen Chor mit Dreiachtelschluss. Der mächtige, vorgestellte Westturm ist fast so breit wie das Langhaus und besitzt zwei- und dreiteilige Schallfenster. Er wird von einem achtseitigen Spitzgiebelhelm bekrönt. Ein Wappen eines Schallfensters ist mit 156(?) bezeichnet. Eine Glocke goss 1666 Lorenz Pez. An der Westseite des Turmes ist eine barocke Vorhalle vorgebaut, in der ein Weihwasserbecken von 1521 steht. Man betritt die Kirche durch ein mit 1514 bezeichnetes Spitzbogenportal. Das kreuzrippengewölbte Turmerdgeschoß ist zum Schiffraum hin geöffnet.
Im Langhaus finden sich gitterartig über das Gewölbe gelegte Netzrippen auf Wappenkonsolen aus dem frühen 16. Jahrhundert. Die Westempore ist von einer gedrückten Kurztonne unterwölbt. Unter der Emporenbrüstung ist ein Vierpass sekundär eingemauert. Die südliche Seitenkapelle besitzt ein Kreuzgratgewölbe aus der Mitte des 17. Jahrhunderts. Der breite, spitz zulaufende Triumphbogen ist mit 1553 datiert. Der Chor in Breite und Höhe des Schiffes ist netzrippengewölbt. Ein gotisches Rundbogenportal führt in die nördliche Sakristei. Im Chor befindet sich ein spätgotisches Sakramentshäuschen auf einem quadratischen Pfeiler mit Sockel sowie ein spätgotischer Taufstein mit Meisterzeichen.

## Einrichtung
Der spätbarocke Hochaltar und die beiden Seitenaltäre entstanden im dritten Viertel des 18. Jahrhunderts. Das Altarblatt zeigt den Paulussturz. Seitlich stehen die Figuren der Apostelfürsten Petrus und Paulus, über den Opfergangstüren die leicht überarbeiteten, spätgotischen Statuen der Heiligen Katharina und Barbara aus dem letzten Viertel des 15. Jahrhunderts. Am rechten Seitenaltar ist die Statue eines heiligen Bischofs aus derselben Zeit aufgestellt.
Der Kapellenaltar von 1665 besteht aus einem schreinartigen Aufbau mit drei Nischen über einem kleinen predellenartigen Sockel und einem gesprengten Dreiecksgiebel mit ornamental gestalteter Füllung aus kleinen Nischen und Vasen und gedrehte Schäfte mit Weinranken. Die beiden Säulen im Hauptgeschoß dienen als Postamente für kleine Figuren. Mittelpunkt des Altars ist ein um 1530 geschnitztes Pietàrelief, flankiert von den Figuren heiliger Bischöfe. Im Aufsatz steht ein Schmerzensmann vom Ende des 15. Jahrhunderts. Weiters stehen am Altar zwei spätgotische, barock überarbeitete Statuen, die den heiligen Leonhard und einen heiligen Bischof darstellen.
Die Kanzel wurde 1728 gebaut.

## Möchlinger Schrein

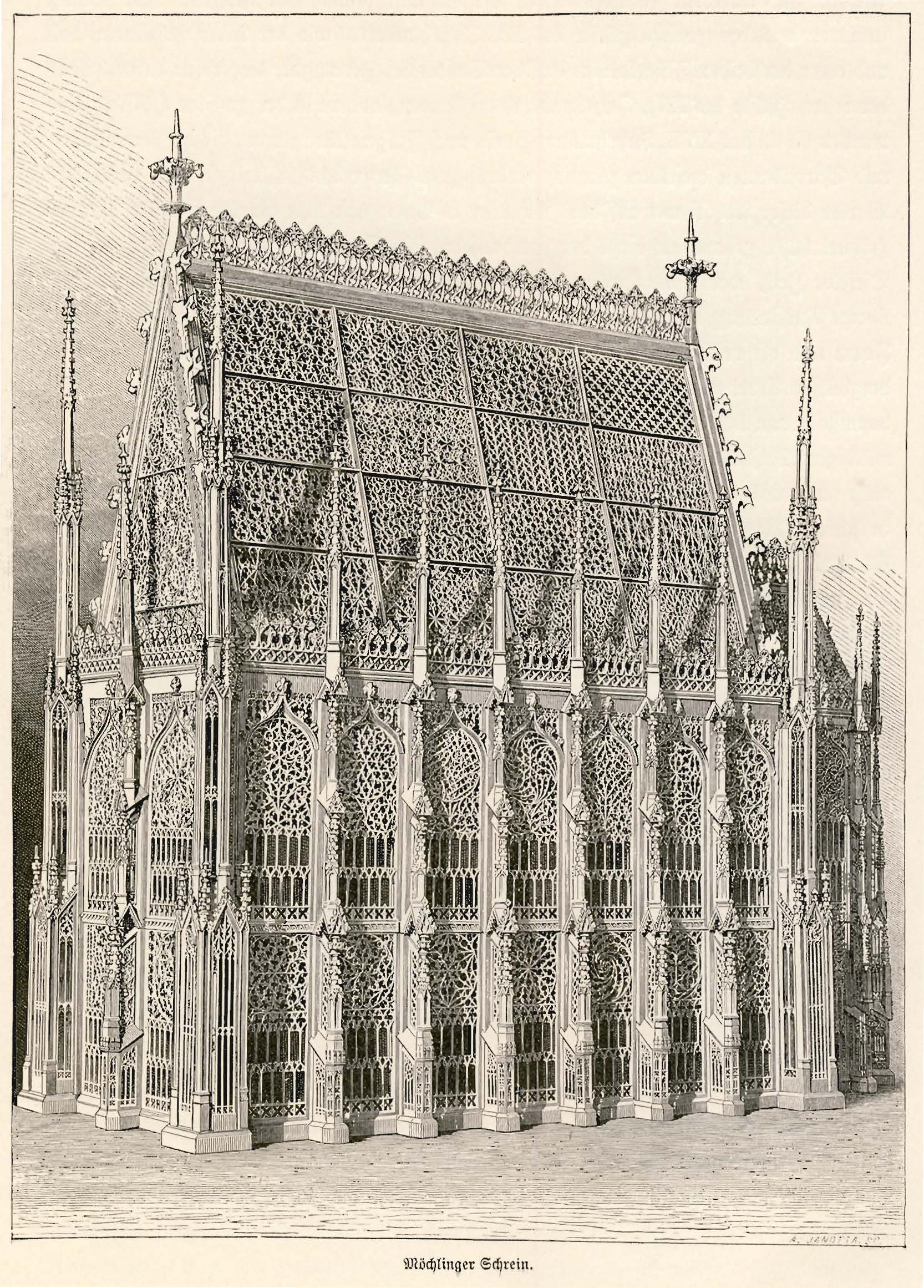

In der Seitenkapelle befand sich ein hölzerner Schrein in Form einer gotischen Kirche über der zwei Meter hohen Grabkammer des Alboin († 975), des Mannes der Hildegard von Stein. Den Schrein schnitzte ein Mönch in der ersten Hälfte des 15. Jahrhunderts aus Lindenholz. 1874 wurde der Schrein zur Finanzierung eines Schulgebäudes um 4000 Gulden an das Kunsthistorische Museum Wien verkauft, wo er in den letzten Kriegstagen 1945 spurlos verschwand. An der Stelle des Schreins wurde 1874 eine Marmorinschrift und ein vom Hafnergesellen Michael Struggl und vom Töpfermeister Paul Struggl geschaffenes Tonsargreliquiar aufgestellt. Bei Untersuchungen wurden im Grab Skelettreste mehrerer Personen und ein Sporn aus dem 15. Jahrhundert gefunden.